# دوون ورکایزر
دوون ورکایزر (انگلیسی: Devon Werkheiser؛ زادهٔ ۸ مارس ۱۹۹۱) خواننده و بازیگر پاپ اهل ایالات متحده آمریکا است.
از فیلم‌ها یا برنامه‌های تلویزیونی که وی در آن نقش داشته‌است می‌توان به ذهن‌های مجرم، ما سرباز بودیم، و شردرمن اشاره کرد.